# Iàssenki
Iàssenki (en rus: Ясенки) és un poble de l'óblast de Kursk, a Rússia, que en el cens del 2010 tenia 768 habitants. Pertany al districte rural de Gorxétxnoie.